# Villa Branca (Itália)
A Villa Branca é uma mansão histórica localizada nas margens do lago Maior em Baveno na Itália.

## História
A mansão foi construída entre 1871 e 1873 para o engenheiro britânico Charles Henfrey, que a chamou de Villa Clara em homenagem à sua esposa. Nos anos seguintes, a mansão recebeu várias figuras notáveis, incluindo a rainha Vitória do Reino Unido, que lá permaneceu entre março e abril de 1879. Em 1898, a propriedade foi adquirida pela família Branca.
Em janeiro de 2007, a mansão foi gravemente danificada por um incêndio; os trabalhos de restauração desde então devolveram a residência ao seu esplendor original.

## Descrição
O edifício apresenta um estilo neogótico.